# ماساتوشی نی
 ماساتوشی نی (انگلیسی: Masatoshi Nei؛ زادهٔ ۲ ژانویه ۱۹۳۱) یک دانشمند اهل ایالات متحده آمریکا است. 
وی همچنین برنده جوایزی همچون جایزه کیوتو شده است.